# Russische militaire begraafplaats in Dietkirchen
De Russische militaire begraafplaats in Dietkirchen is een militaire begraafplaats in de gemeente Limburg an der Lahn in de Duitse deelstaat Hessen. Op de begraafplaats liggen omgekomen Russische militairen uit de Tweede Wereldoorlog.

## Begraafplaats
In de Eerste Wereldoorlog was op de plek van de begraafplaats een groot krijgsgevangenenkamp gevestigd. De krijgsgevangenen die om het leven kwamen, werden op de bijbehorende begraafplaats begraven. Na afloop van de Grote Oorlog lagen er zevenhonderd Russische militairen begraven. Militairen met een andere nationaliteit werden overgebracht naar hun vaderland.
In de Tweede Wereldoorlog werd er in de omgeving van Dietkirchen eveneens een kamp gevestigd, ditmaal alleen voor Russische krijgsgevangenen. De nabijgelegen begraafplaats werd opnieuw in gebruik genomen en kwamen er nog eens 247 doden bij.